# Healer (Zona crepusculară)
Vindecătorul (titlu original: Healer) este primul segment al celui de-al treilea episod al sezonului I al serialului Zona crepusculară din 1985. A avut premiera la 11 octombrie 1985. Este regizat de Sigmund Neufeld Jr.  după un scenariu de Michael Bryant.

## Introducere
„Ah, Jackie, Jackie. Ești doar un nenorocit. Un hoț jalnic, un escroc de doi bani. Te gândești numai la femei și îți fluieră vântul prin buzunare. Nu tăia firul ăla, Jackie, nu deschide fereastra aia, îți va fi mai dificil să ieși decât să intri. Nu-i nicio avere înăuntru. Este doar Zona Crepusculară”

## Prezentare
Jackie Thompson este un hoț care fură o piatră nestemată. După ce este împușcat de un paznic este vindecat de piatra nestemată pe care o ținea în mână. El se apucă de o afacere prin care vindecă oamenii bolnavi contra unor donații financiare, fiind ajutat de Harry, prietenul și vecinul său pe care-l salvase de la moarte. După ce pretinde că este un preot ce poate face minuni, luându-și denumirea de Fratele John, Jackie este vizitat de un indian  numit Duende care îi cere să-i dea piatra înapoi pentru că aparține poporului său și nu trebuie folosită astfel. Jackie vrea s-o înapoieze, dar Harry îl convinge să continue afacerea. Apoi Jackie înțelege că piatra poate fi folosită doar de cei care nu urmăresc câștiguri materiale. El începe să sângereze din nou până la moarte, dar Harry, atins de boala lăcomiei, refuză să-l vindece. Din fericire, un copil surdo-mut reușește să-l vindece pe Jackie și acesta din urmă, la rândul său, îi redă auzul. Duende primește piatra înapoi. În final, Jackie merge pe lângă un afiș cu el, iar naratorul spune ca acum el nu mai este numit Fratele Johnn.

## Concluzie
„ Acum se numește John, nu-l mai cheamă Jackie. Poate că nu mai este Fratele John, fratele tuturor oamenilor, însă cel puțin poate să meargă liber printre ei. Fiindcă iubirea față de semeni face parte din secretul pe care-l cunoaștem cu toții: inima nu poate vindeca ceea ce ochiul nu poate vedea. Nici chiar în Zona Crepusculară.”

## Legături externe
- TV.com Twilight Zone (1985): Healer